# Lordomyrma levifrons
Lordomyrma levifrons é uma espécie de formiga do gênero Lordomyrma, pertencente à subfamília Myrmicinae.